# سانتا صوفيا (بينيفينتو)

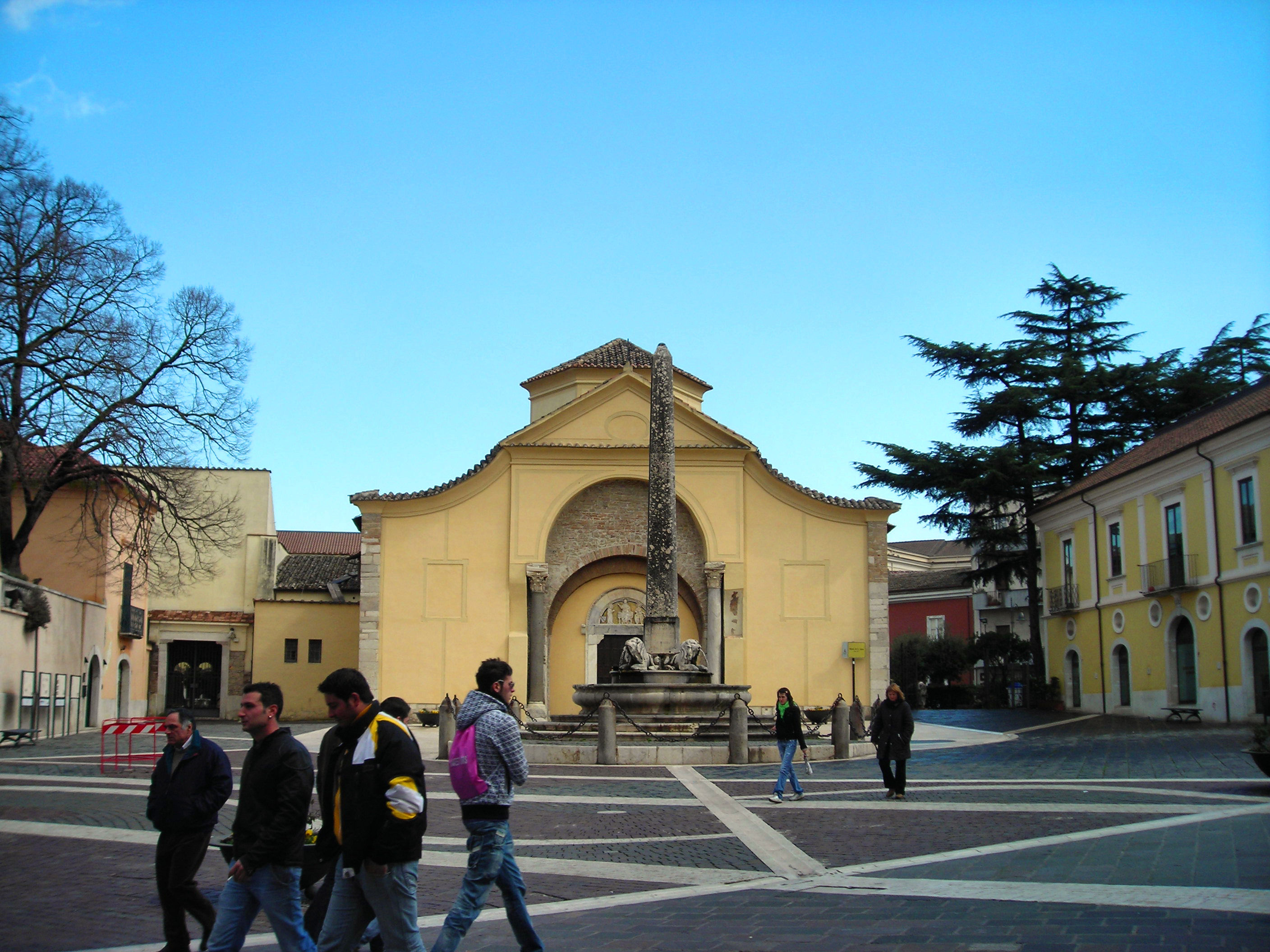
سانتا صوفيا.

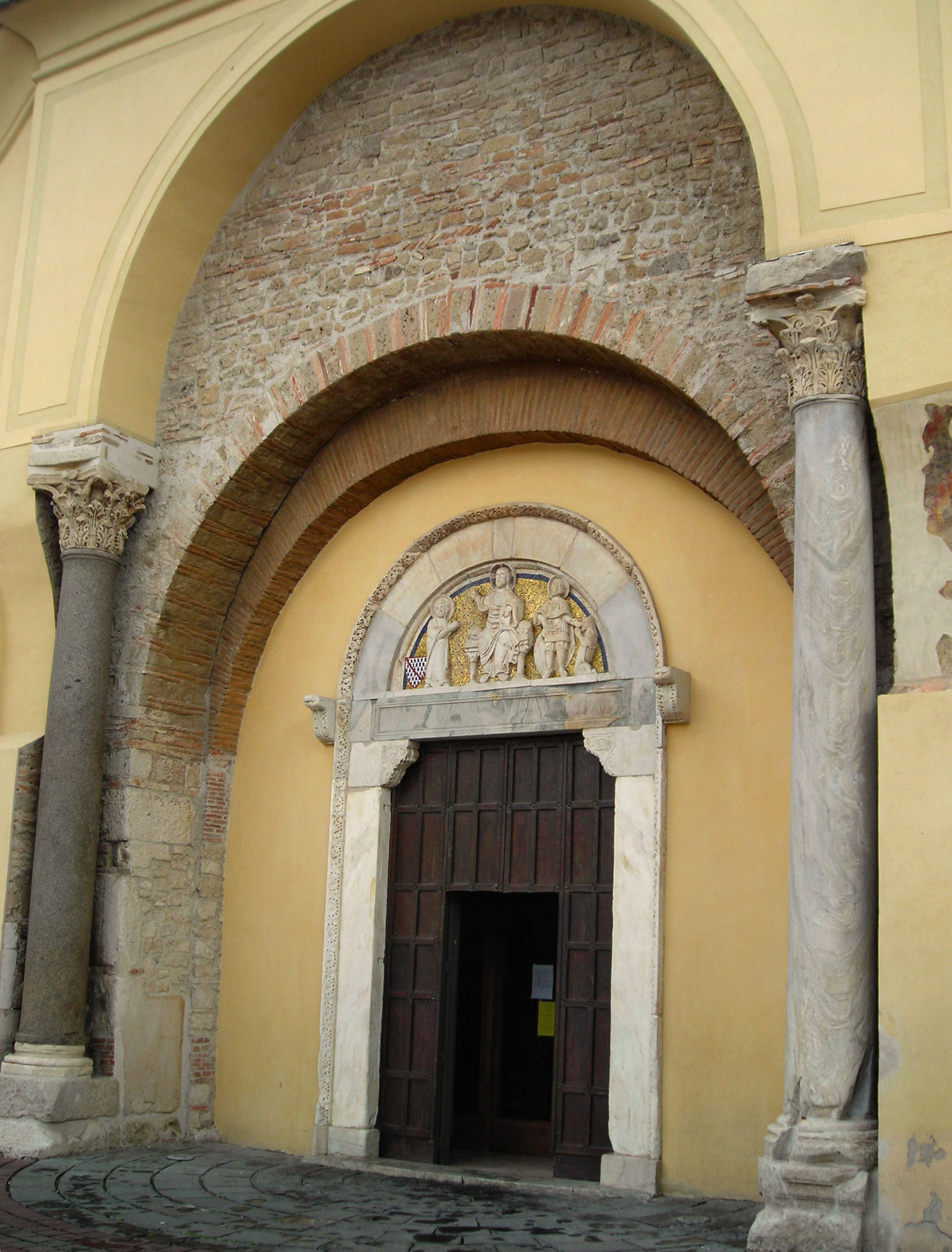
The portal.

سانتا صوفيا هي كنيسة في بينيفينتو في جنوب إيطاليا وإحدى الأمثلة الناجية عن العمارة اللومباردية.
في 2011، صنفت من مواقع التراث العالمي لليونسكو كحزء من سبعة أخرى ضمن فئة اللومبارديون في إيطاليا. مراكز القوة (568-774).